# Башлаков, Анатолий Александрович
Башлаков Анатолий Александрович (род. 11 мая 1957, в с. Машково, Брянская область, РСФСР, СССР) — российский военачальник. Генерал-лейтенант. Кандидат технических наук. Академик Российской академии космонавтики. В 2011 году осуждён за взяточничество.

## Биография

### Образование
- в 1981 окончил Рижское высшее военно-политическое училище.
- в 1990 окончил Военно-политическую академию.
- в 2000 окончил Военную академию Генерального штаба Вооруженных Сил РФ.

### Карьера
Служил в РВСН в должностях, связанных с воспитанием личного состава и боевым управлением.
- с 1990 по 1993 заместитель командира 79-го ракетного полка 8-й ракетной дивизии
- с 1993 по 1996 командир 107-го ракетного полка 8-й ракетной дивизии, затем — заместитель командира 42-й Тагильской ракетной дивизии.
- с 2000 начальник штаба — первый заместитель начальника 1-го Государственного испытательного космодрома МО РФ (космодром Плесецк). За время его командования на орбиту запущено 50 космических аппаратов, 33 ракеты космического назначения и 9 межконтинентальных баллистических ракет.[1]
- с марта 2003 начальник первого Государственного испытательного космодрома МО РФ (космодром Плесецк), одновременно по сентябрь 2007 депутат Архангельского областного Собрания депутатов.
- с июля 2007 по февраль 2010 начальник Главного управления воспитательной работы Вооруженных Сил РФ. Уволен в запас в феврале 2010 года «по состоянию здоровья».
- 1 марта 2011 г. 3-м окружным военным судом приговорён к 7 годам лишения свободы за взятку в размере 700 000 рублей, полученную им на прежней должности начальника космодрома. По неофициальной версии, мзду он взял за «правильно» подписанный с коммерсантами контракт на утилизацию радиоактивных отходов деятельности космодрома. Неофициально, как пишет «Коммерсант», потому что расследование генеральского уголовного дела проходило в режиме строгой секретности.[2]

### Награды
Орден «За военные заслуги», Орден «Почёта», медали.